# Stephanos der Jüngere
Der heilige Stephanos der Jüngere (mittelgriechisch Στέφανος ο Νεομάρτυρας; * um 713; † 20. oder 28. November 765 in Konstantinopel), auch Stephan der Jüngere oder Stephan der neue Märtyrer, war ein Mönch vom Auxentiosberg bei Konstantinopel in Bithynien.
Stephanos war offenbar ein Gegenspieler des byzantinischen Kaisers Konstantin V. Bis heute ist in der Forschung umstritten, worum es bei diesem Streit ging. Bekannt ist, dass Stephanos 765 während des Höhepunktes der Krisenzeit zwischen dem Kaiser und einem Teil des Mönchtums von aufgebrachten Soldaten und Volk in Konstantinopel gesteinigt worden ist.
Erst spätere Autoren brachten diesen Konflikt in Zusammenhang mit dem Bilderstreit. Die erste Vita des Stephanos Diakonos 42 Jahre nach den Geschehnissen setzten den Konflikt um die Bilderverehrung noch nicht in den Mittelpunkt der Auseinandersetzung. Spätere Autoren flechten auch spätere Geschehnisse, vor allem die 766 von Konstantin und Strategios Podopaguros gegen den Kaiser angestiftete Verschwörung, in die Biografie ein und das Todesdatum wird sogar auf 768/69 umdatiert. In diesen Quellen wird Stephanos immer mehr zum Vorkämpfer im Bilderstreit gegen den Kaiser stilisiert. In der neueren Forschung (John Haldon, Leslie Brubaker) werden politische und keine religiösen Motive für den Konflikt zwischen Konstantin und Stephanos betont.